# Купівщина
Купівщи́на —  село в Україні, у Великосорочинській сільській громаді Миргородського району Полтавської області. Населення становить 94 осіб. До 2016 року орган місцевого самоврядування — Полив'янська сільська рада.

## Географія
Село Купівщина знаходиться за 2,5 км від лівого берега річки Вовнянка. На відстані 0,5 км розташоване село Милашенкове та за 1 км - село Полив'яне. Поруч проходить залізниця, станція Милашенкове.